# Josué Quesada
José Quesada ( Buenos Aires, Argentina, 19 de noviembre de 1885 – ibídem, 7 de septiembre de 1958 ) fue un escritor y periodista reconocido por sus novelas dedicadas especialmente al público femenino.

## Actividad profesional
Escribió un gran número de novelas cortas que aparecían en publicaciones de bajo precio que se vendían en quioscos y con tiradas a bajo precio, tal como la titulada La Novela Semanal. Esta colección, fundada en 1917 tenía el objetivo de ofrecer novelas baratas, de fácil lectura, de autores nacionales, logrando constituirse en el paradigma de la literatura popular de la época. Como tal, no estuvo exenta de polémicas con círculos literarios academicistas o conservadores. Este autor se dedicó a escribir sobre todo novelas sentimentales ambientadas en la gran ciudad. Entre estas: La vendedora de Harrods (1919, que en 1921 se haría una exitosa película muda, La vendedora de Harrod's), La costurerita que dio aquel mal paso (1919), La institutriz: comedia dramática en tres actos (1919), Una mujer sin corazón (1919), La chica que quiso ser buena (1921), Cuando ella volvió (1921), El derecho a la dicha (1922), La rubia de los ojos verdes (1922), Mujercitas (1922), La mujer que se acordó de su sexo (1922; ambientada en Santa Cruz luego de las huelgas obreras de 1921 conocidas como la Patagonia rebelde), Una reliquia de amor: novela (1923), Las atormentadas (1923), Mi primera novia y otras historias de amor (1923), Manchas de sangre. Novelas de amor y misterio (1924), Ídolos que pasan (1924), Almas de mujeres (1926), Muñecas de placer (1927), El derecho de amar (1928), El único amor de Don Juan: novela corta original e inédita (1941), Una mujer de su tiempo (1935) y El pecado de todas (1935).
Llegó a ser un autor muy difundido, especialmente después que su novela La vendedora de Harrods fue llevada a la pantalla dirigida por el dramaturgo Francisco Defilippis Novoa con la actuación de la joven Berta Singerman en 1920. Fue muy criticado tanto por el Grupo de Boedo, que estaba constituido por escritores que querían lograr una literatura más accesible pero no con ese público ni con la finalidad de mero entretenimiento, como por los escritores del Grupo de Florida que buscaban una literatura más refinada. 
Trabajó en periodismo radial y publicó notas en medios gráficos, incluida la revista El Hogar, de la que llegó a ser subdirector.
En el Conservatorio Labardén, un instituto privado de enseñanza artística, fundado en 1907 por Gregorio de Laferrère del que fue director Calixto Oyuela, Quesada fue Secretario alternándose con personalidades como Enrique García Velloso y Juan Pablo Echagüe.

## Actividad política

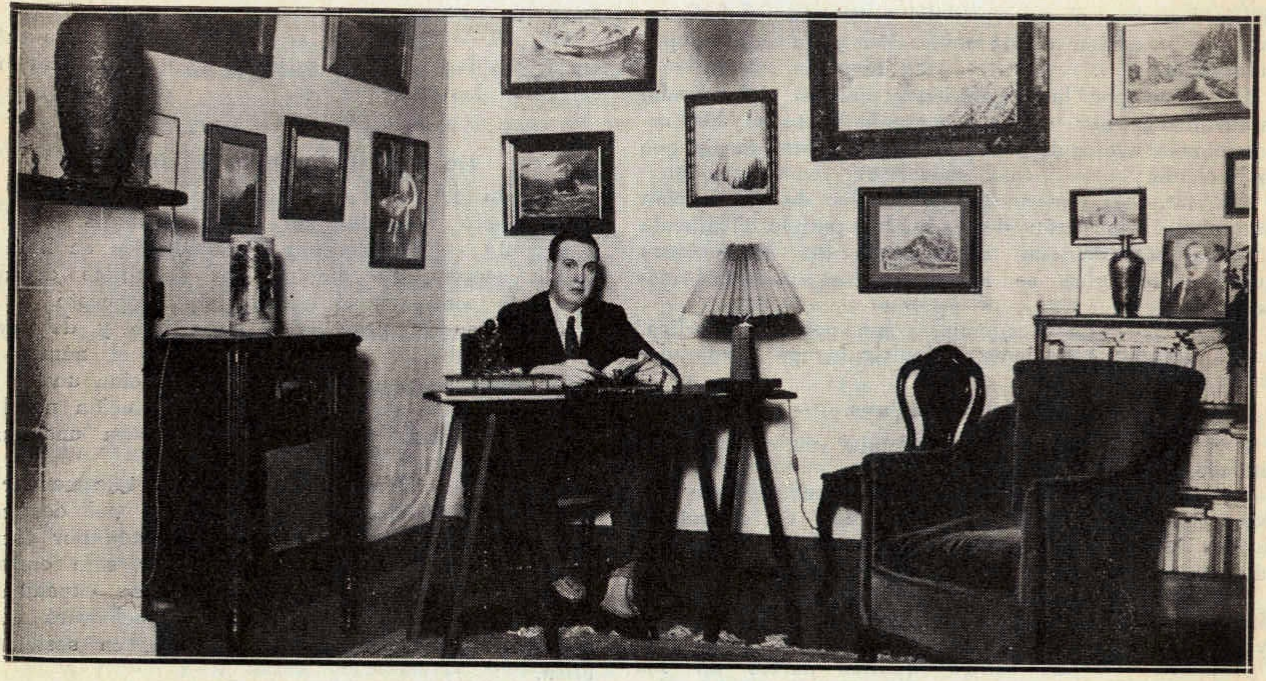
Fotografía de Josué Quesada posando en su escritorio en 1931.

En cuanto a su actividad política, esta se encontró dentro del nacionalismo, especialmente junto con Manuel Carlés. En tal sentido, se desempeñó como secretario de Carlés cuando éste fue interventor en Salta (en 1918) y en San Juan (en 1922). También fue secretario de la Liga Patriótica Argentina mientras Carlés fue presidente. Mientras fue secretario de esta organización protofascista, realizó junto con Manuel Carlés una recorrida por las poblaciones de la Patagonia. Esta la emprendieron los levantamientos obreros en el territorio de Santa Cruz y la conocida represión que pasó a denominarse Patagonia Rebelde o Patagonia Trágica. En esta, entre unos 1000 y 1.500 obreros fueron fusilados o muertos por el ejército argentino. Esta gira estuvo motivada por los propietarios de estancias del sur que habían recurrido a los auxilios de la Liga Patriótica para la formación de brigadas -grupos parapoliciales- para la defensa de sus propiedades. De esta forma, Carlés y Quesada emprenden realizan varios eventos propagandísticos en: Puerto Madryn, Comodoro Rivadavia, Puerto Deseado, Puerto San Julián, Puerto Santa Cruz, Río Gallegos y Ushuaia, logrando crear o reforzar unas 250 brigadas en los territorios del sur.
Años más tarde fue prologuista de un libro publicado en 1950 por el exgobernador interino de Santa Cruz, Edelmiro Correa Falcón; quien fue presidente de la Sociedad Rural de Río Gallegos durante las huelgas de Santa Cruz de los años 1920 y 1921.
Falleció en Buenos Aires el 7 de septiembre de 1958.